# Neurealismus
Beim Neurealismus (auch Neorealismus oder Neuer Realismus) handelt es sich um eine Strömung der englischen Philosophie zu Beginn des 20. Jahrhunderts. Als ihr Gründer gilt George Edward Moore.

## Inhalte
Die Neurealisten stellen eine Gegenbewegung zum Neuhegelianismus und zu allgemein idealistischen Positionen dar. Sie treten für eine unspekulative Bearbeitung philosophischer Einzelprobleme ein, die sie mittels einer gründlichen Analyse, der Logik, der Mathematik und den Methoden der Naturwissenschaften zu lösen suchen. Die Bildung großer philosophischer Systeme wird dagegen verworfen.

## Bedeutende Vertreter des Neurealismus
Verstorbene
- Samuel Alexander
- Charlie Dunbar Broad

- William Pepperell Montague
- George Edward Moore
- Conwy Lloyd Morgan
- Bertrand Russell
- Alfred North Whitehead

Lebende
- Maurizio Ferraris
- Markus Gabriel

Weitere
- Eine andere Gruppe von Neurealisten, die dem Neupositivismus nahesteht, wird angeführt von Alfred Jules Ayer.